# Krippen

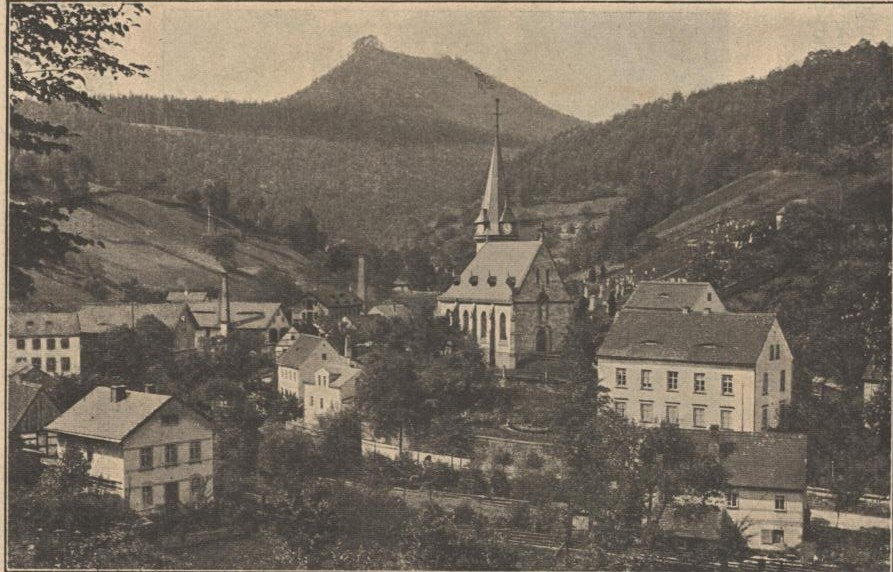
Ansicht um 1900

Krippen ist ein Ortsteil des staatlich anerkannten Kneippkurorts Bad Schandau im Landkreis Sächsische Schweiz-Osterzgebirge in Sachsen.

## Geografie

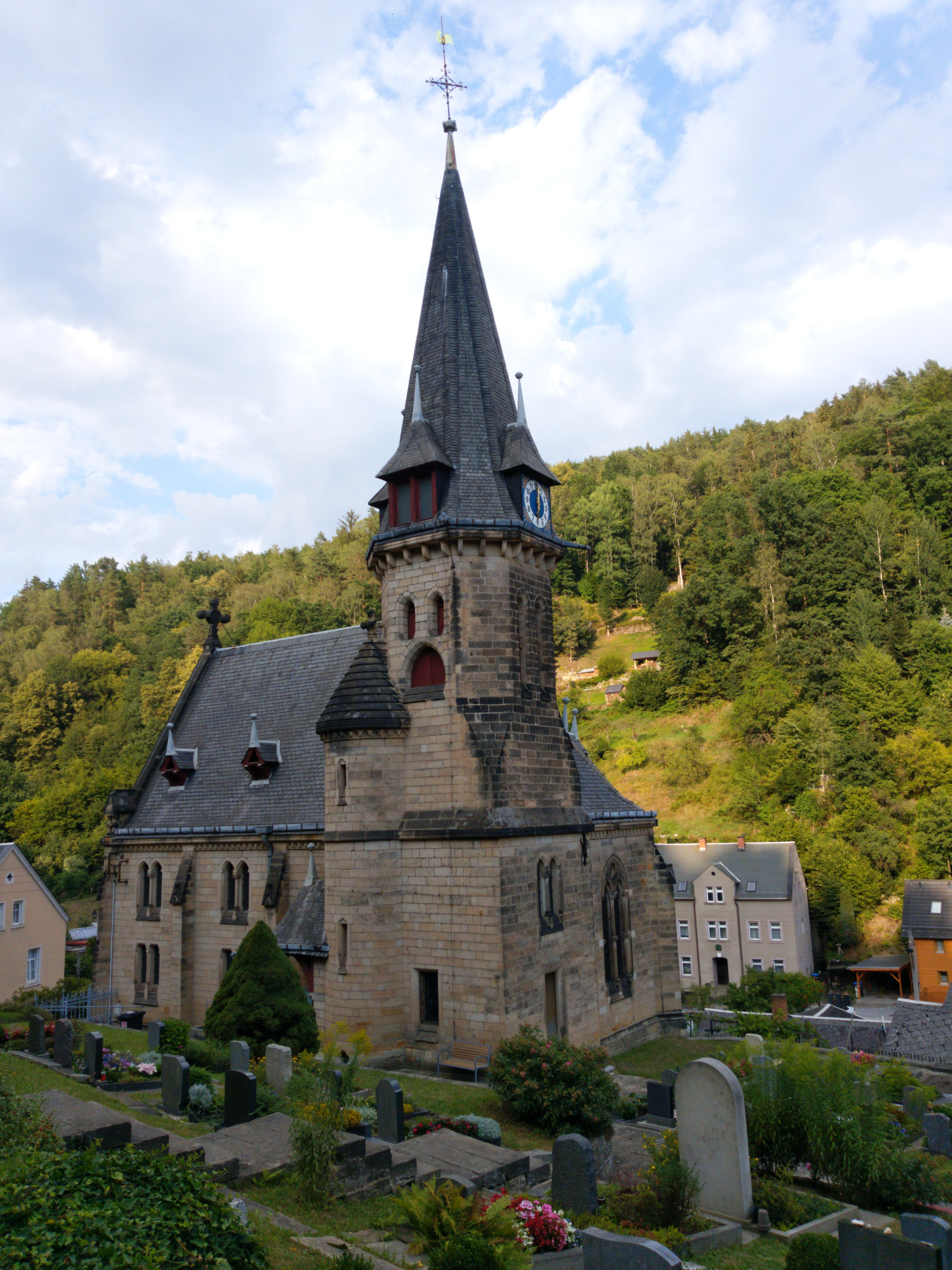
Krippener Kirche und Friedhof

Krippen liegt als einziger Stadtteil links der Elbe gegenüber von Postelwitz. Bei Krippen mündet der Krippenbach in die Elbe. Das vom Gautzschgrabenquell bei der Grenze zur Tschechischen Republik gespeiste Gewässer, das aber auch Quellen jenseits der Grenze aufnimmt, erstreckt sein Einzugsgebiet bis fast nach Maxičky auf der böhmischen Seite des Elbsandsteingebirges unterhalb des Okrouhlik (494 m ü. NN).

## Geschichte
Die ursprüngliche Handwerker- und Kaufleuteniederlassung links der Elbe mit erhaltenen Fachwerkhäusern, die bereits 1379 Erwähnung fand, ist seit dem Ende des 19. Jahrhunderts, als die Entfaltung des Fremdenverkehrs begann, eine Sommerfrische. Der Ortsteil war Wirkungsbereich des Krippener Bürgers und Erfinders des Holzschliffs zur Papierherstellung Friedrich Gottlob Keller (1816–95) von 1853 bis zu seinem Tode. Eine Gedenktafel am Haus Nr. 76 in der nach ihm benannten Hauptstraße, das Keller-Museum, in dem der Erfinder früher wohnte, würdigt ihn und sein Werk. 2009 zählte Krippen 568 Einwohner (1999: 720 Einwohner).
Der berühmte deutsche Romantiker Caspar David Friedrich floh hier 1813 hin, um Schutz vor der französischen Besatzung zu suchen. Dort wohnte er dann auch für einige Monate. Am Morgen des 20. Juni 1813 ging hier dann der französische Kaiser Napoleon Bonaparte an Land, um Wege nach Böhmen zu erkunden.
Krippen wurde am 1. Januar 1999 eingemeindet.

## Sehenswürdigkeiten

### Kirche
Die Kirche ist eine Saalkirche mit kleinem, nach Süden ausgerichtetem Chor und einem überproportionalen Chorwinkelturm im Westen, die in den Jahren 1881/82 nach Entwurf von Gotthilf Ludwig Möckel als Sandsteinquaderbau errichtet wurde. Das Bauwerk ist mit Strebepfeilern abgestützt, dennoch im Innern flachgedeckt. Emporen sind an der Süd- und Westseite des Schiffs eingebaut. Die Ausstattung stammt aus der Bauzeit. Die Orgel ist ein Werk eines unbekannten Meisters aus der Zeit um 1850 mit 12 Registern auf zwei Manualen und Pedal.

### Weitere Sehenswürdigkeiten
- Friedrich-Gottlob-Keller-Museum Krippen, Friedrich-Gottlob-Keller-Straße 76 (informiert über Erfindung und Erfinder des Holzschliffpapiers)
- Sonnenuhrenweg durch den Ort mit 12 Sonnenuhren

## Verkehr

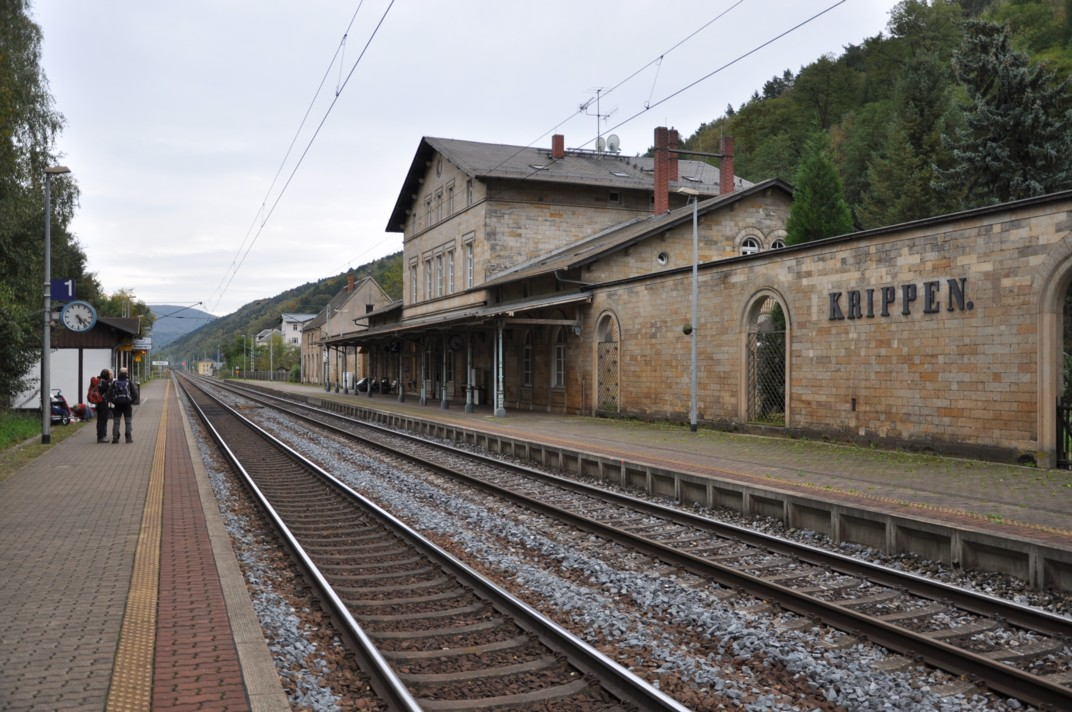
Haltepunkt Krippen

Etwas westlich des Orts liegt der Haltepunkt Krippen an der Bahnstrecke Děčín–Dresden-Neustadt.
Die Station Krippen wird alle 60 min je Richtung von der S-Bahn Dresden angefahren (Linie S1 Meißen-Triebischtal–Schöna) und alle 2 Stunden von der Nationalparkbahn (Rumburk–Bad Schandau–Děčín hl.n.) angesteuert. Einmal am Tag (Wochenende) wird Krippen auch vom Wanderexpress-Böhmica (Dresden–Děčín hl.n.–Litoměřice město) angefahren. Zwischen dem Bad Schandauer Ortskern und Krippen verkehrt eine Fähre.

## Söhne und Töchter des Stadtteils
- Eckhard Becker (1945–2009), Schauspieler und Theaterregisseur

## Sonstiges
Zwei Raddampfer wurden – 1938 und 1946 – nach dem Ort umbenannt.